# Мархоциці (Свентокшиське воєводство)
Мархоциці (пол. Marchocice) — село в Польщі, у гміні Сецемін Влощовського повіту Свентокшиського воєводства.
Населення — 288 осіб (2011).
У 1975-1998 роках село належало до Ченстоховського воєводства.

## Демографія
Демографічна структура на день 31 березня 2011 року:
|          | Загалом | Допрацездатний вік | Працездатний вік | Постпрацездатний вік |
| -------- | ------- | ------------------ | ---------------- | -------------------- |
| Чоловіки | 140     | 32                 | 92               | 16                   |
| Жінки    | 148     | 26                 | 73               | 49                   |
| Разом    | 288     | 58                 | 165              | 65                   |